# Jean Desmarets de Saint-Sorlin

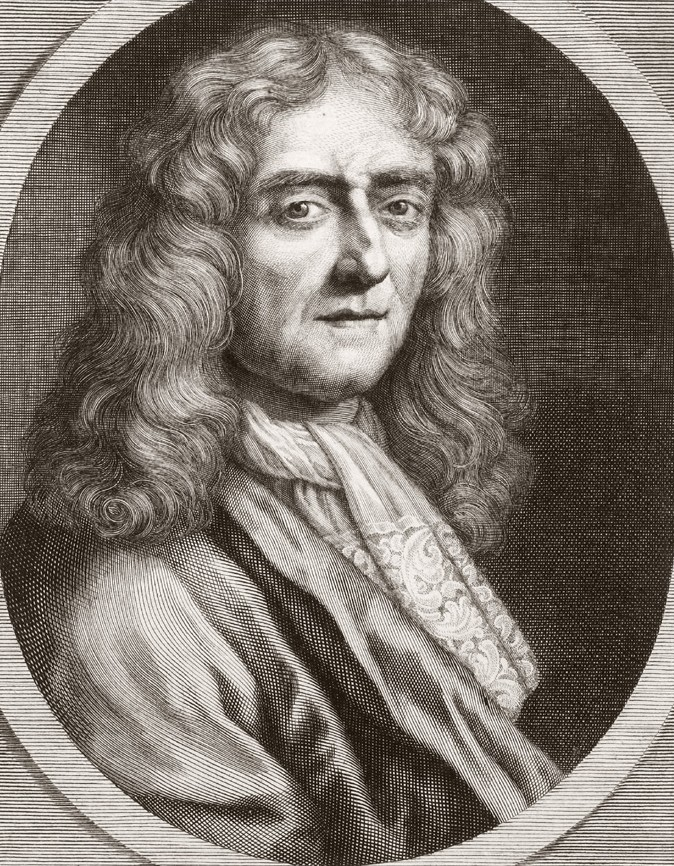
Jean Desmarets de Saint-Sorlin.

Jean Desmarets de Saint-Sorlin (París, 1595-28 de octubre de 1676) fue un poeta y dramaturgo francés.

## Biografía
Consejero del rey Luis XIII de Francia, inspector general extraordinario de guerra, secretario general de Marina de Levante, Desmarest de Saint-Sorlin fue un habitual en el hôtel de Rambouillet. Participó en la Guirnalda de Julia con un poema especialmente admirado: "La Violette".
Fue introducido por Nicolas Faret y Claude Malleville en la Sociedad de amigos de Valentin Conrart donde leyó su novela L’Ariane (1632). Protegido por el cardenal Richelieu, formó parte de la Academia Francesa desde su fundación y fue su primer canciller.
Richelieu le impulsó a escribir tragedias, lo que hizo sin gran entusiasmo. Creó primero Aspasia (1636), que se representó y tuvo un éxito que hoy resulta incomprensible, y luego Mirame (1641), basado en un argumento ideado por el propio Cardenal Richelieu de quién se dice que compuso algunas de las escenas y de la que modificó la trama para que evocara el amor de la reina Ana de Austria por el duque de Buckingham. A pesar del dinero invertido en esta producción, que casi llegó a los 300.000 escudos, la obra fue un fracaso desde su estreno. Desmarets también colaboró con Richelieu en una obra alegórica, Europa, que ha sido frecuentemente atribuida al propio cardenal.
Desmarets de Saint-Sorlin también elaboró dos tragicomedias, Escipión y Roxana y una tragedia en prosa, Erígona. Sin embargo, sus mejores logros los obtuvo en la comedia, con Les Visionarios (1637), obra divertida en la que aparecen de modo bastante transparente personajes de la época.
En 1645, Desmarets de Saint-Sorlin tuvo una radicalización religiosa y pasó a componer exclusivamente obras de tipo religioso. Tradujo en verso el Oficio de la Virgen y la Imitación de Cristo y numerosos poemas tomasinos como María Magdalena o la Gracia triunfante. Luchó ferozmente contra el jansenismo y acabó sus días desquiciado y diciendo que escribía al dictado de Dios y proponiendo reclutar un ejército para acabar con los herejes. 
En 1657, Desmarets creó su poema épico Clodoveo o la Francia cristiana, en 26 cantos (reducidos a 20 en 1673), en el que insistía sobre el origen divino de la monarquía francesa. La obra fue muy alabada por Jean Chapelain y le valió el sarcasmo de Nicolás Boileau, que era contrario a la introducción del misticismo cristiano en la poesía épica. Desmarest replicó con un ensayo titulado Comparación de la lengua y de la poesía francesa con la griega y la latina, en el que preconizaba la superioridad del francés y sobre las lenguas clásicas y de los milagros cristianos sobre las leyendas, lo que dio el pistoletazo de salida a la Disputa entre antiguos y modernos en la que destacó como un encarnizado adversario de los antiguos.

## Obras
- 1632 - L'Ariane, novela;
- 1636 - Aspasia, tragedia;
- 1637 
  - Los Amores del compás y la regla y los del sol y la sombra;
  - Los Visionarios, comedia;
- 1639
  - Escipión el Africano, tragicomedia;
  - Roxana, historia sacada de la de los Romanos y los Persas, tragicomedia;
- 1641 - Mirame, tragicomedia;
- 1643 - Europa, comedia heroica;
- Erígona, tragedia en prosa;
- 1653 - Los paseos de Richelieu o las Virtudes cristianas;
- 1654 - Los cuatro libros de la Imitación de Jesucristo, traducidos en verso;
- 1657 - Clodoveo o la Francia cristiana, poema heroico en 26 cantos;
- 1668 - Al rey, sobre su conquista del Franco-Condado;
- 1669 - María Magdalena o el Triunfo de la gracia;
- 1670 
  - Esther, poema heroico;
  - La comparación de la lengua y de la poesía francesa, con la griega y la latina: y de los poetas griegos, latinos y franceses y los Amores de Proteo y Fisis, dedicados a los espíritus hermosos de Francia;
- 1674 
  - La Defensa del poema heroico con algunas observaciones acerca de las obras satíricas del señor D***, diálogos en verso y en prosa;
  - El triunfo de Luis y de su siglo;
- 1675 - La Defensa de la poesía;
- 1680 - Abraham, o la Vida perfetca, poema.